# Канюэль, Эрик
Эрик Канюэль (фр. Eric (Érik) Canuel; 1961, Монреаль, Квебек, Канада — 15 июня 2024, Монреаль) — квебекский кинорежиссёр

, сценарист и продюсер. Жил и работал в своём родном городе Монреале. 

## Биография
Начал свою кинокарьеру в 1980-е гг. изготовлением видеоклипов для таких артистов, как Поль Пише, Сасс Жордан, Норман Айсберг, Вилен Пенгуэн и Сильвен Коссетт. Сняв ряд рекламных телероликов, из которых некоторые были премированы, стал режиссёром телесериала «Большой волк в студенческом городке» (Big Wolf on Campus) для телекомпании Fox, а затем режиссировал три эпизода телесериала «Голод» на каналах Showtime и The Movie Network.
В 2000 году его документальный фильм в формате Imax «Хемингуэй: портрет» (Hemingway: A Portrait) получил премию Genie Award в категории лучшего документального фильма, а также премию Maximum Image Award за лучший фильм в формате 2D на фестивале Aventura Imax Days в Майами.
Поставил художественные фильмы «Мэтью Блэкхарт: сокрушитель монстров» (Matthew Blackheart: Monster Smasher, 2000), «Свинский закон» (Pigs Law (La Loi du cochon), 2001), «Красный Нос» (Nez Rouge, 2003), «Последний туннель» (Last Tunnel (Le Dernier Tunnel), 2004), «Чужак» (The Outlander (Le Survenant), 2005).
Его фильм Хороший полицейский, плохой полицейский (2006), обыгрывающий различия между англоканадской и франкоканадской культурами, стал культовым в Канаде, был отмечен многочисленными номинациями и премиями.
В 2008 году поставил чёрную кинокомедию «Трупы», которая более известна в России под названием «Завещание призрака».
В 2010 году режиссировал эпизод 3x11 «Fa la Erica» в телесериале «Быть Эрикой».
Выступал в роли камео в ряде своих произведений.
Кануэль умер 15 июня 2024 года от плазмоклеточного лейкоза в возрасте 63 лет.

## Фильмография

### Режиссёр
- 1999 : fr:Hemingway: A Portrait
- 2001 : fr:La Loi du cochon
- 2003 : Nez rouge
- 2004 : fr:Le Dernier Tunnel
- 2005 : «Чужак» («Пришелец»), Le Survenant
- 2006 : Хороший полицейский, плохой полицейский
- 2009 : Трупы, или «Завещание призрака»
- 2011 : fr:Barrymore
- 2013 : fr:Lac Mystère

### Сценарист
- 1999 : fr:Hemingway: A Portrait

2011 : «Barrymore» (Screenplay Adaptation)

### Телесериалы
- 2002 : fr:Matthew Blackheart: Monster Smasher
- 2002 : fr:Franchement bizarre (Seriously Weird)
- 1999 — 2001 : fr:Le Loup-garou du campus («Big Wolf on Campus»)
- 2000 : fr:Live Through This
- 2001 : Fortier
- 2005 : fr:Charlie Jade
- 2007 : fr:The Dead Zone
  - Ambush
  - Outcome
- 2009 : Aaron Stone
- 2009 — 2011 : Flashpoint
  - Terror
  - A Call to Arms
  - The Other Lane
  - The Farm
  - The Perfect Family
- 2010 : fr:Les Vies rêvées d'Erica Strange
  - Fa La Erica
- 2010 : fr:Lost Girl
  - It’s a Fae, Fae, Fae, Fae World
  - 2010 : fr:Rookie Blue
- Honor Roll
- 2010 : Bloodletting & Miraculous Cures
  - Isolation
  - All Souls
- 2011 : Being Human
  - You’re the One That I Haunt
  - Going Dutch

2012 : Bullet in the Face — First season